# Hamid Baroudi
Pour les articles homonymes, voir Baroudi.
Hamid Baroudi, est un chanteur algérien, né le 20 février 1960 à Tiaret (Algérie).
Hamid Baroudi choisit un genre musical qui n'est pas très connu en Algérie. Il s'agit de l'éthno-pop qu'il a su développer aux côtés des grands de ce monde, entre autres les Gipsy Kings et Mory Kanté.

## Biographie
Né à Tiaret le 20 février 1960, le jeune Hamid Baroudi est très attaché à sa mère, c'est sur son dos, d'ailleurs, qu'il mémorisera quelques airs de la tradition locale. Dans un lycée de jeunes filles de Tiaret, il se produit pour la première fois en 1973 en interprétant des titres célèbres en vogue à cette époque : « Black Magic Woman » de Carlos Santana et « Let It Be » des Beatles, grâce auxquels il apprendra l'anglais.
Après une scolarité dans l'enseignement secondaire qui a duré quatre années, le jeune Hamid caresse toujours son vieux rêve d'allier son besoin d'étudier à sa passion artistique, c'est ce qu'il fit très adroitement.

### Les débuts

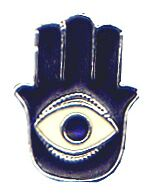
Khamsa symbole pendentif utilisé comme amulette par le chanteur.

Fatima, la grand-mère de son père, lui dit un jour : « Vas mon fils tu réussiras comme tu l'entends et tu réaliseras tous tes rêves », Elle lui confiera une Khamsa qui, depuis, est devenue son symbole et sa grande bénédiction.
À 19 ans, il quitte l'Algérie pour l'Allemagne, pour poursuivre une formation cinématographique, spécialité réalisateur en dessins animés à l'Université de Cassel qui se trouve entre Hanovre et Francfort en plein cœur de l'Allemagne. Mais pour le jeune homme son unique préoccupation c'est la musique, il passe la majorité de son temps a animer des soirées.
En 1981, un artiste l'approcha un soir d'hiver dans une salle de spectacle où il animait un gala devant des étudiants. Quelques semaines plus tard le groupe Dissidenten est né et avec lui un titre d'anthologie « Hakmet leqdar ». Hamid est le soliste du groupe qui ira tourner aux États-Unis, au Canada, en Amérique latine, en Finlande et partout en Europe. Le succès est bien là, et il en profite bien, car c'est la Warner Brother qui lui offre 5 années de contrat. Le premier gala a eu lieu le 17 juillet 1988 au Central Park à New York. Cette grande boîte avait dans son écurie Madonna et Prince.
La rencontre avec l'Égyptien Mounir Mohamed, en cette période, se traduit par la réalisation d'un clip sur les lieux même des Pyramides au Caire en Égypte. La chanson fait un tabac en Tunisie, au Maroc et au Liban. Elle est déjà connue en Algérie, grâce au célèbre réalisateur de l'ENTV, qui l'insère dans « Bled Music » une émission grand public. Le succès est immédiat.

#### Années 90
Pas pour longtemps puisque le groupe est dissous en 1990, Hamid Baroudi reprend sa carrière en individuel et c'est un autre vrai succès qui arrive, tourné dans le désert d'Almeria en Espagne. La chanson s'intitule « Caravane to Bagdad ». Étudiant toujours à l'université d'art et de communication, Hamid venait de créer un style tout à fait propre à lui. Il est consacré meilleur artiste en 1991 en Allemagne avec ce méga succès qu'il venait de réaliser durant la guerre du Golfe. Un premier prix en hommage à une solidarité humaine exprimée par 2000 manifestants allemands sortis pour affirmer leur soutien au peuple irakien et à la paix. À la suite de ce succès tous les espoirs artistiques étaient permis, il devient, par la même, la coqueluche algérienne auprès de la population de la ville de Cassel. Des propositions de parrainage pour la production des prochains vidéo-clips arrivent, la satisfaction est totale.
Il y a lieu de préciser qu'il réalise techniquement tous ses produits, en plus des thèmes qu'il tire des symboles identitaires du patrimoine socio-culturel national. Ce sont les principaux outils de son œuvre.
Hamid Baroudi s'abreuve de la richesse du terroir local fait de chaâbi, de raï, de houzi, de sahraoui, d'oranais en plus des envolées d'Oum Kalthoum et autre Asmahan. C'est tout le secret de cette jeune star pleine de ressources. Il tourne avec son propre groupe depuis 1992 en mettant en avant son appartenance au courant de la musique du monde World music. Gardant jalousement son indépendance par rapport aux labels, Baroudi crée sa propre boite de production  " Magic band film and vidéo production ", en Allemagne et son propre studio " Hoggar Music ".
Témoignant son attachement à son pays, Hamid marquait sa présence plusieurs fois par an pour dire NON aux forces occultes.  Une émouvante chanson intitulée « Bladi » (mon pays) naît en 1995. Elle dit toute la détresse du peuple algérien qui à beaucoup souffert durant la guerre d’indépendance, surtout durant la décennie noire et qui ne fléchit pas devant, pourtant, une atrocité effroyable.

#### Années 2000
Un autre album sort le 6 novembre 2001 dans la pure tradition déjà instituée, la chanson s'intitule « Sidi », Elle sera livrée en plusieurs langues dont l'arabe, l'anglais, le français et l'espagnol.  Cet album comporte une reprise d' « El Bareh  », un titre phare dans le genre chaâbi moderne imaginé par le grand compositeur Mahboub Bati (1919-2000) et ce, en reconnaissance à son grand apport à la musique algérienne.
Afin de mieux s'investir dans la concrétisation d'un vieux rêve, celui d'aider les jeunes artistes, Hamid crée sa propre maison d'enregistrement " Hoggar Music " à Tiaret pour être à la fois un tremplin et un soutien pour les artistes qui débutent dans la chanson.
En juillet 2001, Peter Gabriel, l'initiateur de la World Music, le choisit pour représenter le Maghreb à l'occasion d'un méga concert qui a duré du 27 au 29 juillet à Londres et dont les bénéfices ont été versés aux associations qui luttent Contre le Sida. Hamid Baroudi est devenu un nom qui scintille sur toutes les places artistiques du monde, on l'invite partout pour remixer ses tubes, entre autres, Caravan to Baghdad, Salama, Transe dance, Moulana etc. avec le Japonais DJ Krush dans le cadre du must album remix pour ne citer que celui-ci. En avril 2005, Hamid assure une excellente participation à l'Expo universelle d'Aichi à Nagoya au Japon. Accompagné de 25 touaregs, il a présenté, dans ce cadre, un spectacle audiovisuel en écran géant pour dire l'Algérie avec ses différentes facettes musicales.
Durant cette période, Hamid va vivre plusieurs drames à la fois, la mort emporte, en effet, son meilleur ami, Othmane Baly, à Djanet, son frère aîné et sa mère à Tiaret.
Après une courte pause effectuée sur les monts du Hoggar, c'est un produit tout beauté marquera son entrée en scène pour l'année 2007, qui est aussi l'année de la culture arabe à Alger.
Le titre générique « Lata Mina » qu'il dédie à Lalla Mina, cette femme touareg qui joue admirablement de l'imzad. C'est cette femme courage, âgée de 90 ans, qui l'accompagna au pays du Soleil Levant.